# Strangers in the Night (filme)
Strangers in the Night é um filme estadunidense de 1944 do gênero suspense, dirigido por Anthony Mann. Foi restaurado pela Film Noir Foundation.

## Elenco Principal
- William Terry ...  Sargento Johnny Meadows
- Virginia Grey ...  Doutora Leslie Ross
- Helen Thimig ...  Senhora Hilda Blake
- Edith Barrett ...  Ivy Miller
- Anne O'Neal ...  Enfermeira Thompson

## Sinopse
O sargento Meadows volta da II Guerra e vai até a Califórnia para se encontrar com mulher com quem ele se correspondia, sem conhecê-la nem sequer por fotos. Ao chegar na casa onde era esperado, ele não encontra a mulher, somente a mãe dela, a senhora Hilda. Hilda diz ao sargento para ficar e esperar pela filha, que deve retornar dentro de alguns dias. Meadows não sabe mas Hilda esconde um segredo sobre sua filha conhecido também pela empregada que vive com ela. E quando a empregada quer contar o segredo, é ameaçada por Hilda.